# Federația Caledoniană de Fotbal
Federația Caledoniană de Fotbal (franceză Fédération Calédonienne de Football) este forul conducător oficial al fotbalului în Noua Caledonie. Este afiliată la OFC din 1969 și la FIFA din 2004.